# Hydrochus angustatus
Hydrochus angustatus – gatunek chrząszcza z rodziny wodopływkowatych.

## Taksonomia
Gatunek ten opisany został po raz pierwszy w 1824 roku przez Ernsta Friedricha Germara. Wyróżnia się w jego obrębie dwa podgatunki:
- Hydrochus angustatus angustatus Germar, 1824
- Hydrochus angustatus bicolor Rey, 1885

## Morfologia
Chrząszcz o wydłużonym i smukłym ciele długości do 4 mm, dłuższym i węższym niż u H. flavipennis, u podgatunku nominatywnego większym niż u H. a. bicolor. Ubarwienie jest ciemniejsze niż u H. flavipennis, o silnym połysku metalicznym w odcieniu zielonkawym, fioletowym, brązowym lub czarnym, bardzo rzadko u H. a. bicolor trafiają się osobniki bez takiego połysku; odnóża są żółtoczerwone. Głowa jest zaopatrzona w duże, wyłupiaste oczy. Czułki mają trzy ostatnie człony owłosione i formujące buławkę. Długość głaszczków szczękowych jest zbliżona do długości czułków, a ich człon ostatni jest dłuższy niż przedostatni. Przedplecze jest dłuższe niż szerokie, mniej więcej tak szerokie jak głowa, u podstawy tak szerokie jak pokrywy w barkach. Pokrywy mają niemal równoległe w zarysie boki i silnie punktowane rzędy. U podgatunku nominatywnego międzyrzędy są prawie równomiernie rozwinięte, a na szczycie pokryw obecne są dwa powiększone, przezroczyste punkty, natomiast u H. a. bicolor międzyrzędy czwarty i szósty są zawsze kilowato wyniesione, a na szczycie pokryw brak jest tak zmodyfikowanych punktów. Genitalia samca cechują się lewą paramerą na dłuższym odcinku rozszerzoną u szczytu.

## Ekologia i występowanie
Owad wodny, rozmieszczony głównie na nizinach, zamieszkujący różne wody stojące, w tym kałuże i bajora.
Gatunek palearktyczny. Podgatunek nominatywny znany jest z Portugalii, Hiszpanii, Irlandii, Wielkiej Brytanii, Francji, Belgii, Holandii, Niemiec, Włoch i Polski. H. a. bicolor jest endemitem Francji.